# Krasakageng
Krasakageng is een bestuurslaag in het regentschap Pekalongan van de provincie Midden-Java, Indonesië. Krasakageng telt 4867 inwoners (volkstelling 2010).